# Ron Dyvig
| (26715) South Dakota | 16. April 2001   |
| (51570) Phendricksen | 17. April 2001   |
| (51772) Sparker      | 16. Juni 2001    |
| (54720) Kentstevens  | 15. Mai 2001     |
| (63528) Kocherhans   | 13. August 2001  |
| (94291) Django       | 28. Februar 2001 |

Ron Dyvig (* um 1943) ist ein US-amerikanischer Amateurastronom und Asteroidenentdecker.
Er studierte an der Black Hills State University in Spearfish (South Dakota). An der Universität dozierte er später auch und war wissenschaftlicher Mitarbeiter am Optical Science Center der University of Arizona. Veröffentlichungen von ihm erschienen unter anderem in Observatory Techniques, Sky & Telescope und Academic Press. Er ist Inhaber des Badlands-Observatoriums in Quinn (South Dakota).
Er entdeckte zwischen 2001 und 2002 insgesamt 16 Asteroiden.